# Grupo Karmakol
O grupo Karmakol, principalmente através de sua cerâmica, possui afinidades com as culturas Cartum Mesolítico e Neolítico. Sua cerâmica (jarros com pescoço, tigelas hemisféricas profundas com asas invertidas) tinha asas em forma de anel, temperamento vegetal e mineral (mica, quartzo, areia), várias cores (marrom amarelado, marrom escuro, rosa amarelado e/ou alaranjado, avermelhado) e incisas barras verticais e ondulações.